# Borys Horiełow
Borys Wołodymyrowycz Horiełow, ukr. Борис Володимирович Горєлов, ros. Борис Владимирович Горелов, Boris Władimirowicz Goriełow (ur. 1929 w Krymskiej ASRR, Rosyjska FSRR) – ukraiński piłkarz, grający na pozycji bramkarza, trener piłkarski.

## Kariera piłkarska

### Kariera klubowa
Wychowanek Szkoły Sportowej w Jałcie. W 1953 rozpoczął karierę piłkarską w drużynie Spartak Kalinin. W 1955 został zaproszony do Torpiedo Moskwa, ale rozegrał 2 mecze i w następnym roku odszedł do Charczowyka Odessa, który potem zmienił nazwę na Czornomoreć. W 1962 przeszedł do klubu Zaria Penza, w którym zakończył karierę piłkarza.

## Kariera trenerska
Po zakończeniu kariery piłkarskiej rozpoczął pracę szkoleniowca. Na początku 1964 stał na czele Tawrii Symferopol, którą kierował do 11 sierpnia 1965. Od początku do lipca 1966 prowadził Czajkę Sewastopol.